# سیارک ۱۱۲۲۷
سیارک ۱۱۲۲۷ (به انگلیسی: 11227 Ksenborisova، نامگذاری:1999JR43) یازده هزار و دویست و بیست و هفتمین سیارک کشف شده‌است که در ۱۰ مه ۱۹۹۹ کشف شد.
قدر مطلق سیارک برابر ۲۰.۴ است.